# Galitaz (Ort, Lour)
Galitaz (Galitas, Gali Taz) ist ein osttimoresischer Ort im Suco Lour (Verwaltungsamt Bobonaro, Gemeinde Bobonaro).
Das Dorf liegt im Südwesten der Aldeia Galitaz, auf einem Hügel, mit einer Meereshöhe von 335 m. Der Hügel ist im Westen, Süden und Osten vom Fluss Loumea umgeben. Auf einem Höhenkamm, der zum Berg Lour im Norden führt, verläuft eine kleine Straße. Sie verbindet Galitaz mit den anderen Orten des Sucos. Der nächste Ort an der Straße ist in einer Entfernung von 2,5 Kilometern Olo-Olo. Westlich des Loumeas liegt in etwa einem Kilometer Entfernung das Dorf Holmesel (Suco Sibuni). Zwei Kilometer südöstlich befindet sich das Dorf Anapal (Suco Molop).
In Galitaz befindet sich eine Grundschule. Das Dorf war 2025 noch nicht an das Stromnetz angeschlossen.